# Hongkong na Zimowej Uniwersjadzie 2013
Hongkong na Zimowej Uniwersjadzie 2013 reprezentowany był przez 1 sportowca – Ronalda Lama.

## Reprezentanci

### Łyżwiarstwo figurowe
| Konkurencja | Zawodnik   | Program krótki | Program krótki | Program dowolny | Program dowolny | Suma   | Suma    |
| Konkurencja | Zawodnik   | Punkty         | Miejsce        | Punkty          | Miejsce         | Punkty | Miejsce |
| ----------- | ---------- | -------------- | -------------- | --------------- | --------------- | ------ | ------- |
| Soliści     | Ronald Lam | 65,51          | 9.             | 122,16          | 6.              | 187,67 | 6.      |